# Clube Ferroviário de Nampula
O Clube Ferroviário de Nampula é um clube de futebol com sede em Nampula, Moçambique. A equipa compete no Campeonato Moçambicano de Futebol e joga no Estádio 25 de Junho.

## História
O clube foi fundado em 1924.

## Elenco atual
{| class="toccolours" border="0" cellpadding="2" cellspacing="0" align="left" style="margin:0.5em;"
!colspan="2" align=center bgcolor="008000" | Auxiliar-técnico
|-
| Salomão Álvaro
|}